# SAP NetWeaver Application Server
SAP NetWeaver Application Server (прежнее название SAP Web Application Server) — это компонент SAP NetWeaver, выполняющий функции сервера веб-приложений для решений компании SAP. Включает в себя серверы приложений ABAP (прежнее название SAP R/3 Basis) и Java. Возможна установка обеих частей (стеков) как совместно, так и по отдельности. В случае полной установки (ABAP и Java) используется Java-стек, управление осуществляется из ABAP стека. Кроме того, автоматически создаётся связь между стеками, называемая Java Connector, сокращённо «JCo».

## История наименования
- SAP Basis (до версии 4.6D)
- SAP Web Application Server 6.20
- SAP Web Application Server 6.30 (ABAP + J2EE)
- SAP Web Application Server 6.40 (ABAP, Java)
- SAP NetWeaver Application Server 7.00 (ABAP, Java)
- SAP NetWeaver Application Server 7.10 (Java только в SAP Composition Environment)

## Архитектура
Архитектура SAP Web Application Server может быть разделена на 5 уровней:
Уровень презентацииПредназначен для отображения бизнес-контента. На уровне презентации пользовательский интерфейс может быть разработан с помощью технологий Java Server Pages (JSP), Business Server Pages (BSP), или Web Dynpro.
Уровень бизнес-логикиДанный уровень состоит из приложений ABAP и Java, предоставляющих бизнес-контент на уровень презентации.
Уровень интеграцииВнутренний движок интеграции является составной частью SAP NetWeaver AS и предоставляет сервис обмена сообщениями между компонентами, соединенными через SAP PI.
Уровень соединенийInternet Communication Manager (ICM) обрабатывает обращения пользователя к уровню презентации и предоставляет метод соединения, использую различные протоколы. В данный момент доступны модули для Hypertext Transfer Protocol (HTTP), HTTPS (расширение HTTP с использованием Secure Socket Layer (SSL)), Simple Mail Transfer Protocol (SMTP), Simple Object Access Protocol (SOAP) и Fast Common Gateway Interface (FastCGI).
Уровень базы данныхДанный уровень обеспечивает независимость базы данных и масштабируемую обработку транзакций. Благодаря этому уровню бизнес-логика может разрабатываться независимо от используемых СУБД и операционной системы. Оптимизированный доступ к данным БД обеспечивается из ABAP с помощью Open SQL.

## Аутентификация
SAP NetWeaver AS может использовать различные способы аутентификации:
- SAP Logon Ticket в соответствующей конфигурации [1].
- Остальные технологии единого входа, которые используют сертификаты x.509 и сочетание технологий Secure Network Communications (SNC) и Secure Socket Layer (SSL) для единой платформы аутентификации.